# Richard Bright (läkare)
Richard Bright, född 28 september 1789 i Bristol, död 16 december 1858 i London, var en brittisk läkare, verksam som patologisk anatom och kliniker. Han var far till historikern James Franck Bright.
Bright blev 1813 medicine doktor i Edinburgh, 1817 assistent vid Fever-sjukhuset i London och 1824 läkare vid Guy's Hospital där. Vid denna tid började hans utsträckta lärarverksamhet, vid vilken han åt den patologiska anatomin ägnade en särskild uppmärksamhet. Redan det första, 1827 utkomna bandet av hans Reports of Medical Cases Selected with a View to Illustrate the Symptoms and Cure of Diseases by a Reference to Morbid Anatomy innehåller det viktigaste av hans upptäckter rörande njursjukdomar, av vilka de farligaste, njurinflammationerna, efter Bright kom att kallas Brights sjukdom. Andra bandet av Brights "Reports" (1831) ägnades åt hjärnans och nervsystemets sjukdomar. För sina iakttagelser angående underlivsorganens sjukdomar redogjorde han i flera uppsatser, vilka utgavs samlade 1861 under titeln Clinical Memoirs on Abdominal Tumours and Intumescence.